# Scipiolus spinosus
Scipiolus spinosus är en havsspindelart som beskrevs av Utinomi, H. 1955. Scipiolus spinosus ingår i släktet Scipiolus och familjen Ammotheidae. Inga underarter finns listade i Catalogue of Life.